# Haszan el-Fár
Haszan Ahmed el-Fár, arabul: حَسَن أَحْمَد الْفَار (1912. május 21. – 1972. november 30.) egyiptomi labdarúgó-középpályás.

## Pályafutása
1930 és 1947 között a Zamálek labdarúgója volt.
Az egyiptomi válogatott tagjaként részt vett az 1934-es olaszországi világbajnokságon és az 1936-os berlini olimpián.

## Sikerei, díjai
- Kairó Liga
  - győztes (6): 1931–32, 1939–40, 1940–41, 1943–44, 1944–45, 1945–46
- Egyiptomi kupa
  - győztes (6): 1931–32, 1934–35, 1937–38, 1940–41, 1942–43, 1943–44
- Király kupa
  - győztes (2): 1933–34, 1940–41